# Cneo Domicio Calvino Máximo
Cneo o Gneo Domicio Calvino Máximo  fue un político y militar romano de principios del siglo III a. C. perteneciente a la gens Domicia.
Al iniciar su vida pública, se ofreció a sí mismo como candidato para la edilidad curul en el año 304 a. C., pero, a pesar de que su padre había sido cónsul, Cneo Flavio, el famoso escriba de Apio Claudio el Ciego, fue elegido en vez de él.
Cinco años más tarde, sin embargo, en 299 a. C., fue elegido edil curul. Fue elevado al consulado en el año 283 a. C., junto con Publio Cornelius Dolabela. El nombre de Calvino apenas aparece mencionado durante el año de su consulado, aunque debe haber sido muy activo, porque Roma estaba entonces amenazada por una coalición de todos sus enemigos en Italia. Estimulados por los lucanos y brutios, y muy especialmente por los tarentinos; los etruscos, galos, umbríos, y samnitas se levantaron en armas contra ella.
Los senones, aliados con los etruscos, atacaron la ciudad de Arretium, y como los cónsules estaban probablemente ocupados en otras partes de Italia, el pretor Lucio Cecilio Metelo Denter fue enviado en su lugar, pero perdió una batalla y su vida, cerca de Arretium. Su sucesor, Manio Curio Dentato, envió embajadores a los senones para efectuar un intercambio de prisioneros, pero los embajadores fueron asesinados por los senones.
Con el fin de vengar esta violación de la ley de las naciones, el cónsul Publio Cornelio Dolabela marchó a través del país de los sabinos y picentinos para derrotar al ejército de los senones, y asolar su país, y fundó allí una colonia romana para asegurar la zona. Estos acontecimientos no son mencionados por los cronistas en la misma sucesión. Según Orosio, el asesinato de los embajadores romanos precedió a la campaña de Lucio Cecilio; considerando que, según Apiano, la campaña de Dolabela comenzó inmediatamente después de su muerte, y el objeto de la embajada fue discutir con los senones para hacerlos sus aliados.
Las actividades que realizó Calvino durante este tiempo, no se conocen. Cuando los boios vieron que los senones eran expulsados de su país, comenzaron a temer el mismo destino, y se unieron a los senones restantes y a los etruscos, y marcharon contra Roma. Pero al cruzar el Tíber se encontraron con un ejército romano, y en la batalla que siguió la mayoría de los etruscos fueron muertos y solo unos pocos de los galos escaparon. Los relatos difieren en cuanto a los comandantes romanos que participaron en esta batalla, para algunos fue Dolabela y para otros fue Calvino el general victorioso, mientras que lo más probable es que ambos cónsules hayan ganado laureles en ese día. Fue, sin duda, gracias a esta victoria que Calvino obtuvo su apellido de Máximo, y en el año 280 a. C. fue honrado al ser nombrado dictador. Al dejar esta magistratura en el mismo año, fue elegido para la censura, la primera vez que un plebeyo era elevado a esta magistratura.